# Аеро Ae.02
Аеро Ae.02 (чеш. Aero Ae.02) је чехословачки ловачки авион. Авион је први пут полетео 1920. године. 

Ово је био први ловац направљен у новоформираној Чехословачкој. 1921. је добио сребрну медаљу на првој међународној изложби у Прагу, заузевши прво место у акробацијама. Упркос добрим летно-техничким особинама, чешко РВ није наручило серију.
Највећа брзина авиона при хоризонталном лету је износила 225 km/h.
Распон крила авиона је био 7,70 метара, а дужина трупа 5,45 метара. Празан авион је имао масу од 675 килограма. Нормална полетна маса износила је око 945 килограма. Био је наоружан са 2 предња митраљеза калибра 7,7 милиметара Викерс.

## Наоружање
| Наоружање авиона: Аеро Ae.02   |          |
| Ватрено (стрељачко) наоружање  |          |
| Топ                            |          |
| Митраљез                       |          |
| Број и ознака митраљеза        | 2 Викерс |
| Калибар                        | 7,7      |
| Бомбардерско наоружање (бомбе) |          |
| Ракетно наоружање (ракете)     |          |